# オハイオ (戦艦)
| USS Ohio BB-12 | |
| 艦歴           | |
| 発注:          | |
| 起工:          | 1899年4月22日                                                                                          |
| 進水:          | 1901年5月18日                                                                                          |
| 就役:          | 1904年10月4日                                                                                          |
| 退役:          | 1922年5月31日                                                                                          |
| その後:        | スクラップとして売却                                                                                   |
| 性能諸元       | |
| 排水量:        | 12,723 トン                                                                                            |
| 全長:          | 393 ft 10 in (120.04 m)                                                                                |
| 全幅:          | 72 ft 3 in (22.02 m)                                                                                   |
| 吃水:          | 23 ft 10 in (7.26 m)                                                                                   |
| 機関:          | |
| 最大速:        | 18 ノット                                                                                              |
| 航続距離:      | |
| 兵員:          | 士官、兵員561名                                                                                        |
| 兵装:          | 12インチ砲4門 6インチ砲16門 3インチ砲6門 3ポンド砲8門 1ポンド砲6門 30口径機銃3門 18インチ魚雷発射管2門 |
| 航空機:        | |
| モットー:      | |

オハイオ (USS Ohio, BB-12) は、アメリカ海軍の戦艦。メイン級戦艦の3番艦。艦名はオハイオ州にちなむ。その名を持つ艦としては3隻目。

## 艦歴
オハイオは1899年4月22日にカリフォルニア州サンフランシスコのユニオン・アイアン・ワークス社で起工し、1901年5月18日にヘレン・デシュラーによって命名、進水、1904年10月4日に初代艦長リーヴィット・C・ローガン大佐の指揮下就役した。
オハイオはアジア艦隊の旗艦に任命され、1905年4月1日にウィリアム・タフト陸軍長官の一行を乗せてマニラに向けてサンフランシスコを出航した。一行には大統領の娘、アリス・ルーズベルトも含まれた。極東に向かった一行は日本、中国、フィリピンを訪問し1907年に帰国した。この巡航には後に海軍元帥となるチェスター・ニミッツ士官候補生も乗艦した。
オハイオは1907年12月16日に大西洋艦隊の一艦としてハンプトン・ローズを出航した。グレート・ホワイト・フリートの一艦としてセオドア・ルーズベルト大統領の観閲を受けたオハイオは、式典において礼砲を発射した。艦隊の世界巡航はアメリカ合衆国の国威を世界中に知らしめた。
艦隊はロブリー・D・エヴァンズ少将に率いられ、東海岸及び南米の西海岸の港を訪問し、ホーン岬を経由してサンフランシスコに向かう。サンフランシスコでエヴァンズ少将は体調不良のため司令官はチャールズ・S・スペリー少将に交代した。1908年7月7日にオハイオは僚艦と共に極東へ向けて出航する。ハワイ、ニュージーランド、オーストラリアを訪問し大きな歓迎を受けたが、中でも日本の東京における歓迎は熱狂的な物であった。艦隊は10月18日に停泊し、日本とアメリカ両国の緊張関係を緩和するのに貢献した。
艦隊は清国廈門を訪問した後横浜港に戻り、その後フィリピンで砲撃訓練を行った後12月1日に帰国の途に就く。1909年1月4日にスエズ運河を通過し、艦隊は地中海の港を訪問した後2月22日にハンプトン・ローズに到着した。
オハイオは母港のニューヨークに帰還すると続く四年にわたってニューヨークの海軍民兵の訓練や、大西洋艦隊での訓練、演習に従事した。
1914年にはメキシコの政治的混乱によって脅かされたアメリカ合衆国の権益を保護するためベラクルスへ派遣された艦隊に加わりメキシコ湾に向かった。その後は夏に海軍士官学校生の訓練巡航を行い、その後フィラデルフィアで予備役艦隊に加わるが、再び現役に復帰し1915年及び1916年の夏には海軍士官学校生の訓練巡航を行ったあと、予備役となった。
アメリカ合衆国が第一次世界大戦に参戦すると、オハイオは1917年4月24日に再就役する。大戦全般にわたってオハイオはノーフォークで新兵に対する艦隊演習訓練に従事した。1918年11月28日にフィラデルフィアに到着し、1919年1月7日に予備役となる。オハイオは1922年5月31日に解役され、1923年3月24日にスクラップとして売却された。